# The Baneful Choir
The Baneful Choir — третий студийный альбом испанской блэк-дэт-метал-группы Teitanblood, выпущенный 18 октября 2019 года на лейбле Norma Evangelium Diaboli.

## Отзывы критиков
Альбом получил положительные отзывы от музыкальных критиков. Фернандо Альвес из Sputnikmusic сравнил альбом с ранним творчеством группы Sodom и написал: «The Baneful Choir — это ещё одна проклятая глава этих испанских грешников. Таинственный закоулок, скрытый во тьме, где нечестивые проявляют себя в хоре страдания и отчаяния».
The Baneful Choir стал одним из лучших альбомов года по версии журнала Pitchfork.

## Список композиций
| №                   | Название              | Длительность |
| ------------------- | --------------------- | ------------ |
| 1.                  | «Rapture Below»       | 3:34         |
| 2.                  | «Black Vertebrae»     | 4:38         |
| 3.                  | «Leprous Fire»        | 4:40         |
| 4.                  | «Ungodly Others»      | 4:49         |
| 5.                  | «Inhuman Utterings»   | 6:20         |
| 6.                  | «Insight»             | 1:44         |
| 7.                  | «…of the Mad Men»     | 1:11         |
| 8.                  | «The Baneful Choir»   | 8:49         |
| 9.                  | «Sunken Stars»        | 6:13         |
| 10.                 | «Verdict of the Dead» | 5:05         |
| 11.                 | «Charnel Above»       | 4:37         |
| Общая длительность: | Общая длительность:   | 51:40        |

## Участники записи
- J — ударные
- NSK — вокал, гитара, бас
- JF — гитара